# 오클라호마시티 블루
오클라호마시티 블루(영어: Oklahoma City Blue)는 미국 오클라호마주 오클라호마시티를 연고지로 하는 NBA G 리그 서부 콘퍼런스 소속 프로 농구 팀이다.

## 역대 NBA 제휴팀
| 애슈빌 앨티튜드     |               |
| 빈칸                | 빈칸          |
| 털사 식스티식서스   |               |
| 시카고 불스         | 2005년~2006년 |
| 인디애나 페이서스   | 2005년~2006년 |
| 뉴올리언스 호니츠   | 2005년~2007년 |
| 밀워키 벅스         | 2005년~2008년 |
| 뉴욕 닉스           | 2006년~2008년 |
| 댈러스 매버릭스     | 2007년~2008년 |
| 오클라호마시티 블루 |               |
| 오클라호마시티 선더 | 2008년~현재   |

## 역대 홈경기장

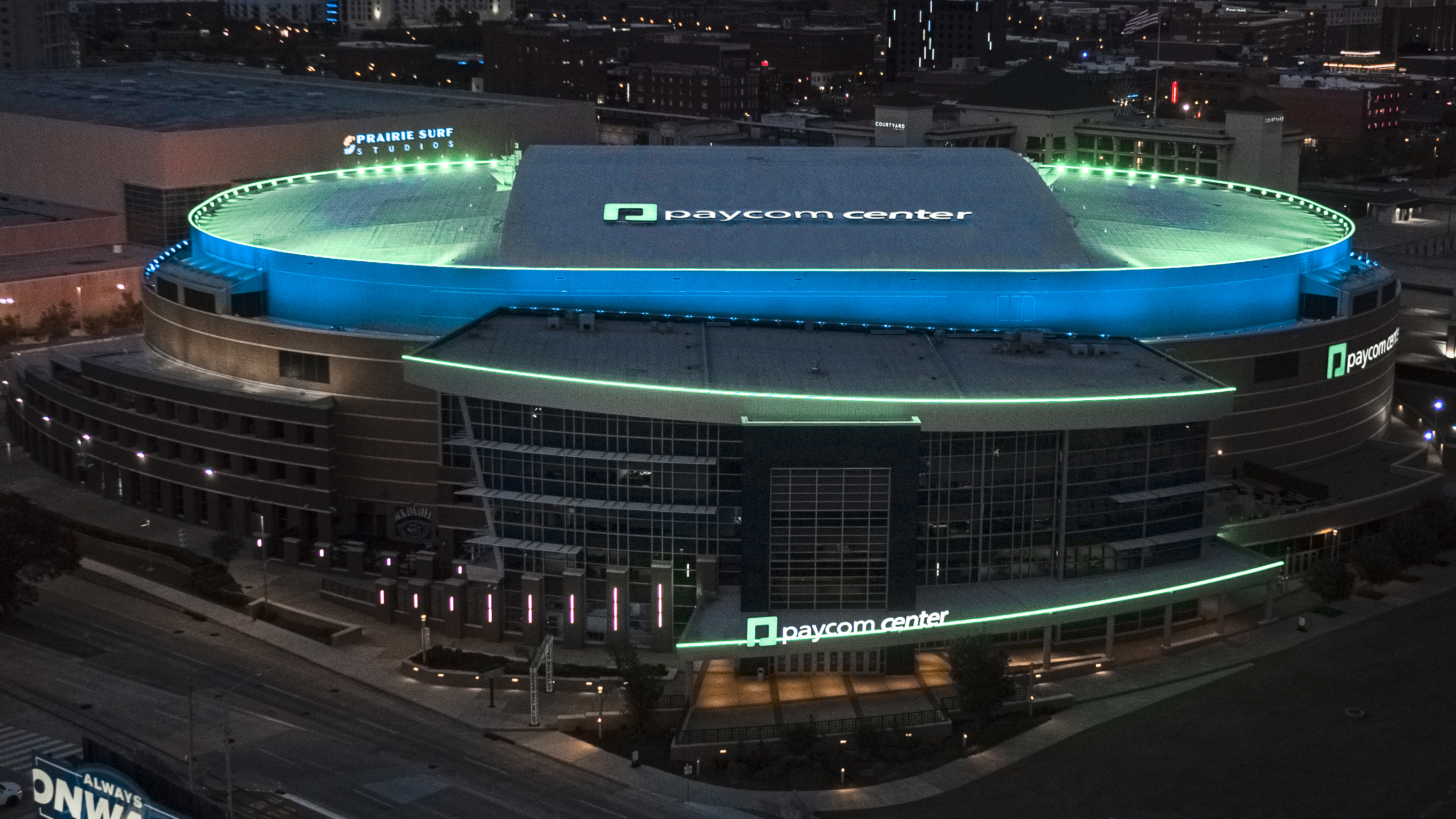
오클라호마시티 블루의 홈경기장인 경기장 페이콤 센터

| 경기장                 | 사용기간                    | 장소                        | 수용인원 | 비고                    |
| ---------------------- | --------------------------- | --------------------------- | -------- | ----------------------- |
| 애슈빌 앨티튜드        |                             |                             |          |                         |
| 애슈빌 시빅 센터       | 2001년~2005년               | 노스캐롤라이나주 애슈빌     | 7,654명  | 빈칸                    |
| 털사 식스티식서스      |                             |                             |          |                         |
| 엑스포 스퀘어 파빌리온 | 2005년~2008년               | 오클라호마주 털사           | 6,311명  | 빈칸                    |
| 스피릿뱅크 이벤트 센터 | 2008년~2009년 2012년~2014년 | 오클라호마주 빅스비         | 4,500명  | 빈칸                    |
| 털사 컨벤션 센터       | 2009년~2012년               | 오클라호마주 털사           | 8,900명  | 빈칸                    |
| 오클라호마시티 블루    |                             |                             |          |                         |
| 콕스 컨벤션 센터       | 2014년~2019년               | 오클라호마주 오클라호마시티 | 13,846명 | 빈칸                    |
| 인트러스트 뱅크 아레나 | 2019년                      | 캔자스주 위치토             | 15,004명 | 제2홈경기장으로 사용함. |
| 페이콤 센터            | 2021년~현재                 | 오클라호마주 오클라호마시티 | 18,203명 | 빈칸                    |

## 같이 보기
- 털사 쇼크

## 참조
1. ↑  시즌의 뒷 해로 표기. 2006-2007 시즌의 경우 2007로 표기.